# Torneo di Wimbledon 2023
Il Torneo di Wimbledon 2023 è stato la 136ª edizione dei Championships, torneo di tennis che si gioca sull'erba e terza prova stagionale dello Slam per il 2023; si è disputato tra il 3 e il 16 luglio 2023 sui 19 campi dell'All England Lawn Tennis and Croquet Club, comprendendo per la categoria Seniors i tornei di singolare maschile e femminile, e di doppio maschile, femminile e misto. Novak Đoković era il campione in carica del singolare maschile 2022, mentre Elena Rybakina del singolare femminile 2022.

## Torneo

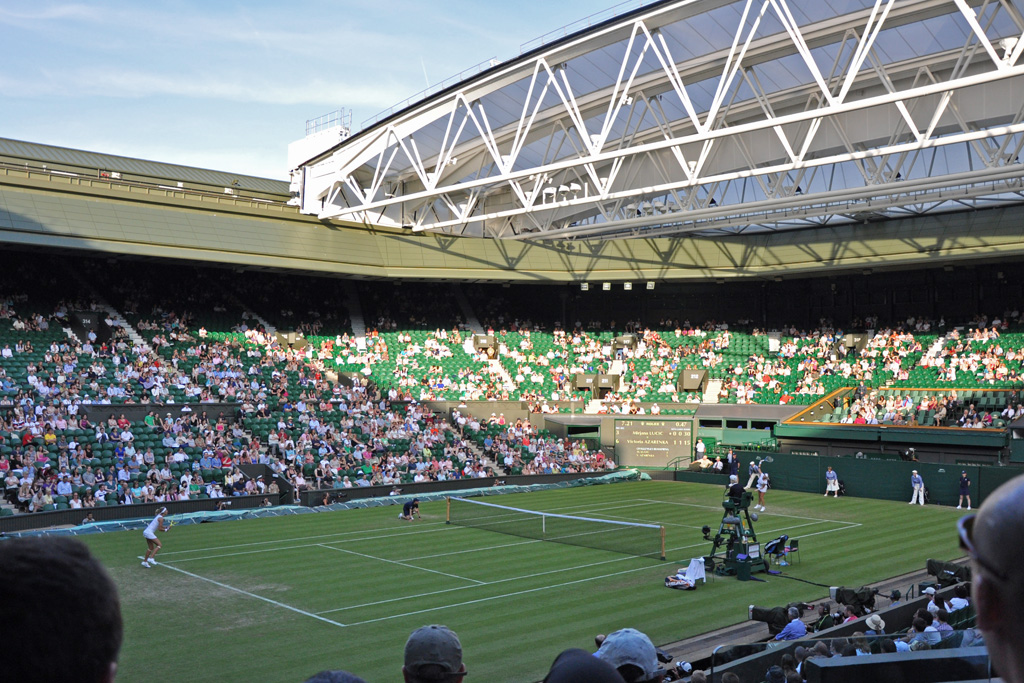
Il Centre Court dove vengono disputate le finali

Il torneo di Wimbledon 2023 è stato disputato tra il 3 e il 16 luglio 2023 sui campi in erba dell'All England Lawn Tennis and Croquet Club di Wimbledon, quartiere della periferia sud-occidentale di Londra. Gli incontri di qualificazione ai tabelloni principali si sono invece disputati presso il Bank of England Sports Ground di Roehampton.
L'edizione 2023 è stata la 136ª nella storia del torneo, la 129ª con un'edizione del torneo singolare riservato alle donne, la 55ª della cosiddetta "Era Open" ed è stato il 3º torneo del "Grande Slam" dell'anno. L'evento è stato organizzato dalla International Tennis Federation (ITF) e ha fatto parte sia dell'ATP Tour 2023 che del WTA Tour 2023 sotto la categoria Grande Slam. L'evento nel suo complesso ha visto la disputa dei tornei di singolare (maschile, femminile) e di doppio (maschile, femminile e misto). Si sono disputati anche i tornei di singolare e doppio per ragazze e ragazzi (giocatori under 18), e i tornei di singolare e doppio in carrozzina.
Il torneo ha visto il ritorno dei tennisti e delle tenniste russi e bielorussi, dopo la loro esclusione dall'edizione precedente, a causa dell'invasione russa dell'Ucraina iniziata nel febbraio 2022. I giocatori di queste nazionalità non hanno comunque potuto rappresentare i propri paesi, disputando il torneo con una bandiera neutra.
L'organizzazione dell'evento, in occasione di questa edizione del torneo, ha voluto conferire un premio speciale a Roger Federer, a venti anni di distanza dalla prima vittoria del torneo di singolare maschile ottenuta nel 2003 dall'ex-tennista svizzero.

## Programma del torneo
Questa è stata la seconda edizione in cui sono stati disputati i match anche la domenica della prima settimana dell'evento, il giorno definito Middle Sunday. Prima dell'edizione 2022, il torneo aveva visto solo quattro eccezioni alla tradizione che consiste nel sospendere la competizione la domenica della prima settimana, per permettere di giocare match interrotti a causa della pioggia nelle giornate precedenti.

## Teste di serie
Le teste di serie sono state determinate sulla base dei ranking ATP e WTA a far data dal 26 giugno 2023. Le classifiche e i punti precedenti al torneo si riferiscono al 3 luglio 2023.
Nel 2022 a causa dell'esclusione dei giocatori russi e bielorussi non sono stati assegnati punti ai giocatori che hanno preso parte al torneo. Tuttavia, poiché il torneo si è svolto una settimana dopo rispetto all'edizione 2022, i giocatori di tali nazionalità hanno difeso i punti dei tornei che si sono svolti durante la settimana dell'11 luglio 2022. I giocatori che non difendevano alcun punto dai tornei della settimana dell'11 luglio hanno visto il loro 16º miglior risultato (mostrato tra parentesi nella tabella sottostante) sostituito con i punti del torneo di Wimbledon 2023.
| Legenda colori              |
| Vincitore                   |
| Finalista                   |
| Semifinalista               |
| Quarti di finale            |
| Eliminati al 1T, 2T, 3T, 4T |

### Singolare maschile
| Tds | Rank | Giocatore                   | Punteggio precedente | Punti da difendere | Punti conquistati | Nuovo punteggio | Situazione                                  |
| --- | ---- | --------------------------- | -------------------- | ------------------ | ----------------- | --------------- | ------------------------------------------- |
| 1   | 1    | Carlos Alcaraz              | 7.675                | (0)                | 2.000             | 9.675           | Vittoria in Finale contro Novak Đoković [2] |
| 2   | 2    | Novak Đoković               | 7.595                | (0)                | 1.200             | 8.795           | Sconfitto in Finale da Carlos Alcaraz [1]   |
| 3   | 3    | Daniil Medvedev             | 5.890                | (90)               | 720               | 6.520           | Eliminato in SF da Carlos Alcaraz [1]       |
| 4   | 4    | Casper Ruud                 | 4.960                | (0)                | 45                | 5.005           | Eliminato al 2°T da Liam Broady [WC]        |
| 5   | 5    | Stefanos Tsitsipas          | 4.670                | (0)                | 180               | 4.850           | Eliminato al 4°T da Christopher Eubanks     |
| 6   | 6    | Holger Rune                 | 4.510                | (45)               | 360               | 4.825           | Eliminato ai QF da Carlos Alcaraz [1]       |
| 7   | 7    | Andrej Rublëv               | 4.255                | 90†                | 360               | 4.525           | Eliminato ai QF da Novak Đoković [2]        |
| 8   | 8    | Jannik Sinner               | 3.345                | (90)               | 720               | 3.975           | Eliminato in SF da Novak Đoković [2]        |
| 9   | 9    | Taylor Fritz                | 3.310                | (45)               | 45                | 3.310           | Eliminato al 2°T da Mikael Ymer             |
| 10  | 10   | Frances Tiafoe              | 3.085                | (45)               | 90                | 3.130           | Eliminato al 3°T da Grigor Dimitrov [21]    |
| 11  | 12   | Félix Auger-Aliassime       | 2.760                | (0)                | 10                | 2.770           | Eliminato al 1°T da Michael Mmoh [LL]       |
| 12  | 13   | Cameron Norrie              | 2.610                | (45)               | 45                | 2.610           | Eliminato al 2°T da Christopher Eubanks     |
| 13  | 14   | Borna Ćorić                 | 2.305                | (0)                | 10                | 2.315           | Eliminato al 1°T da Guido Pella [PR]        |
| 14  | 16   | Lorenzo Musetti             | 2.210                | (20)               | 90                | 2.290           | Eliminato al 3°T da Hubert Hurkacz [17]     |
| 15  | 17   | Alex de Minaur              | 2.115                | (45)               | 45                | 2.150           | Eliminato al 2°T da Matteo Berrettini       |
| 16  | 15   | Tommy Paul                  | 2.250                | (20)               | 90                | 2.320           | Eliminato al 3°T da Jiří Lehečka            |
| 17  | 18   | Hubert Hurkacz              | 2.060                | (45)               | 180               | 2.195           | Eliminato al 4°T da Novak Đoković [2]       |
| 18  | 19   | Francisco Cerúndolo         | 1.860                | 250†               | 45                | 1.655           | Eliminato al 2°T da Jiří Lehečka            |
| 19  | 21   | Alexander Zverev            | 1.630                | (0)                | 90                | 1.720           | Eliminato al 3°T da Matteo Berrettini       |
| 20  | 23   | Roberto Bautista Agut       | 1.480                | (20)               | 10                | 1.480           | Eliminato al 1°T da Roman Safiullin         |
| 21  | 24   | Grigor Dimitrov             | 1.430                | (25)               | 180               | 1.600           | Eliminato al 4°T da Holger Rune [6]         |
| 22  | 25   | Sebastian Korda             | 1.355                | (0)                | 10                | 1.365           | Eliminato al 1°T da Jiří Veselý [PR]        |
| 23  | 26   | Aleksandr Bublik            | 1.354                | 150†               | 180               | 1.384           | Eliminato al 4°T da Andrej Rublëv [7]       |
| 24  | 27   | Yoshihito Nishioka          | 1.351                | 30+16†             | 10+0              | 1.315           | Eliminato al 1°T da Daniel Elahi Galán      |
| 25  | 28   | Nicolás Jarry               | 1.336                | 30†                | 90                | 1.396           | Eliminato al 3°T da Carlos Alcaraz [1]      |
| 26  | 29   | Denis Shapovalov            | 1.335                | (0)                | 180               | 1.515           | Eliminato al 4°T da Roman Safiullin         |
| 27  | 30   | Daniel Evans                | 1.321                | (10)               | 10                | 1.321           | Eliminato al 1°T da Quentin Halys           |
| 28  | 31   | Tallon Griekspoor           | 1.254                | 80†                | 10                | 1.184           | Eliminato al 1°T da Márton Fucsovics        |
| 29  | 32   | Tomás Martín Etcheverry     | 1.201                | (15)               | 45                | 1.231           | Eliminato al 2°T da Stan Wawrinka           |
| 30  | 33   | Nick Kyrgios                | 1.175                | (0)                | 0                 | 1.175           | Ritirato                                    |
| 31  | 34   | Alejandro Davidovich Fokina | 1.115                | 20†                | 90                | 1.185           | Eliminato al 3°T da Holger Rune [6]         |
| 32  | 36   | Ben Shelton                 | 1.094                | 54†                | 45                | 1.085           | Eliminato al 2°T da Laslo Đere              |

† Il giocatore ha difeso i punti di Båstad, Newport, o di un evento dell'ATP Challenger Tour (Braunschweig or Amersfoort).

#### Teste di serie ritirate
I seguenti giocatori sarebbero entrati in tabellone come teste di serie ma si sono ritirati prima del sorteggio.
| Rank | Giocatore           | Punteggio precedente | Punti da difendere 2022 | Nuovo punteggio | Motivo ritiro        |
| ---- | ------------------- | -------------------- | ----------------------- | --------------- | -------------------- |
| 11   | Karen Chačanov      | 3,035                | (0)                     | 3,035           | Frattura da stress   |
| 20   | Pablo Carreño Busta | 1,640                | 90†                     | 1,550           | Infortunio al gomito |
| 22   | Jan-Lennard Struff  | 1,625                | 125†                    | 1,500           | Infortunio all'anca  |

† Il giocatore difende i punti di Båstad, Newport.

### Singolare femminile
| Tds | Rank | Giocatore              | Punteggio precedente | Punti da difendere | Punti conquistati | Nuovo punteggio | Situazione                                  |
| --- | ---- | ---------------------- | -------------------- | ------------------ | ----------------- | --------------- | ------------------------------------------- |
| 1   | 1    | Iga Świątek            | 8,990                | (105)              | 430               | 9.315           | Eliminata ai QF da Elina Svitolina [WC]     |
| 2   | 2    | Aryna Sabalenka        | 8.066                | (1)                | 780               | 8.845           | Eliminata in SF da Ons Jabeur [6]           |
| 3   | 3    | Elena Rybakina         | 5.090                | (55)               | 430               | 5.465           | Eliminata ai QF da Ons Jabeur [6]           |
| 4   | 4    | Jessica Pegula         | 4.995                | (30)               | 430               | 5.395           | Eliminata ai QF da Markéta Vondroušová      |
| 5   | 5    | Caroline Garcia        | 4.845                | 110†               | 130               | 4.865           | Eliminata al 3°T da Marie Bouzková [32]     |
| 6   | 6    | Ons Jabeur             | 3.547                | (1)                | 1,300             | 4.846           | Sconfitta in Finale da Markéta Vondroušová  |
| 7   | 7    | Coco Gauff             | 3.435                | (55)               | 10                | 3.390           | Eliminata al 1°T da Sofia Kenin [Q]         |
| 8   | 8    | Maria Sakkarī          | 3.301                | (1)                | 10                | 3.310           | Eliminata al 1°T da Marta Kostjuk           |
| 9   | 9    | Petra Kvitová          | 3.101                | (0)                | 240               | 3.341           | Eliminata al 4°T da Ons Jabeur [6]          |
| 10  | 11   | Barbora Krejčiková     | 2.830                | (30)               | 70                | 2.870           | Ritirata al 2°T con Mirra Andreeva [Q]      |
| 11  | 10   | Dar'ja Kasatkina       | 2.935                | (55)               | 130               | 3.010           | Eliminata al 3°T da Viktoryja Azaranka [19] |
| 12  | 12   | Veronika Kudermetova   | 2.600                | (100)              | 70                | 2.570           | Eliminata al 2°T da Markéta Vondroušová     |
| 13  | 13   | Beatriz Haddad Maia    | 2.560                | (55)               | 240               | 2.745           | Eliminata al 4°T da Elena Rybakina [3]      |
| 14  | 14   | Belinda Bencic         | 2.380                | 60†                | 240               | 2.560           | Eliminata al 4°T da Iga Świątek [1]         |
| 15  | 15   | Ljudmila Samsonova     | 2.360                | (55)               | 10                | 2.315           | Eliminata al 1°T da Ana Bogdan              |
| 16  | 16   | Karolína Muchová       | 2.294                | (0)                | 10                | 2.304           | Eliminata al 1°T da Jule Niemeier           |
| 17  | 17   | Jeļena Ostapenko       | 2.150                | (55)               | 70                | 2.165           | Eliminata al 2°T da Sorana Cîrstea          |
| 18  | 19   | Karolína Plíšková      | 2.055                | (25)               | 10                | 2.040           | Eliminata al 1°T da Natalija Stevanović [Q] |
| 19  | 20   | Viktoryja Azaranka     | 1.996                | (1)                | 240               | 2.235           | Eliminata al 4°T da Elina Svitolina [WC]    |
| 20  | 21   | Donna Vekić            | 1.975                | (30)               | 130               | 2.075           | Eliminata al 3°T da Markéta Vondroušová     |
| 21  | 22   | Ekaterina Aleksandrova | 1.915                | (30)               | 240               | 2.125           | Eliminata al 4°T da Aryna Sabalenka [2]     |
| 22  | 23   | Anastasija Potapova    | 1.845                | 110†               | 130               | 1.865           | Eliminata al 3°T da Mirra Andreeva [Q]      |
| 23  | 24   | Magda Linette          | 1.765                | (55)               | 130               | 1.840           | Eliminata al 3°T da Belinda Bencic [14]     |
| 24  | 25   | Zheng Qinwen           | 1.669                | (1)                | 10                | 1.678           | Eliminata al 1°T da Kateřina Siniaková      |
| 25  | 18   | Madison Keys           | 2.106                | (0)                | 430               | 2.536           | Eliminata ai QF da Aryna Sabalenka [2]      |
| 26  | 26   | Anhelina Kalinina      | 1.527                | (30)               | 70                | 1.567           | Eliminata al 2°T da Bianca Andreescu        |
| 27  | 27   | Bernarda Pera          | 1.519                | 298†               | 10                | 1.231           | Eliminata al 1°T da Viktorija Tomova        |
| 28  | 28   | Elise Mertens          | 1.424                | (15)               | 70                | 1.479           | Eliminata al 2°T da Elina Svitolina [WC]    |
| 29  | 30   | Irina-Camelia Begu     | 1.342                | 30†                | 70                | 1.382           | Eliminata al 2°T da Anna Blinkova           |
| 30  | 29   | Petra Martić           | 1.418                | 280†               | 130               | 1.268           | Eliminata al 3°T da Iga Świątek [1]         |
| 31  | 31   | Mayar Sherif           | 1.266                | (30)               | 10                | 1.246           | Eliminata al 1°T da Rebeka Masarova         |
| 32  | 33   | Marie Bouzková         | 1.258                | (18)               | 240               | 1.480           | Eliminata al 4°T da Markéta Vondroušová     |

† † La giocatrice ha difeso i punti di Losanna o di Budapest.

## Teste di serie nel doppio
| Legenda colori          |
| Vincitori               |
| Finalisti               |
| Semifinalisti           |
| Quarti di finale        |
| Eliminati al 1T, 2T, 3T |

### Doppio maschile
| Coppia            | Coppia                 | Rank1 | Tds |
| ----------------- | ---------------------- | ----- | --- |
| Wesley Koolhof    | Neal Skupski           | 4     | 1   |
| Ivan Dodig        | Austin Krajicek        | 5     | 2   |
| Rajeev Ram        | Joe Salisbury          | 11    | 3   |
| Hugo Nys          | Jan Zieliński          | 19    | 4   |
| Santiago González | Édouard Roger-Vasselin | 23    | 5   |
| Rohan Bopanna     | Matthew Ebden          | 27    | 6   |
| Marcelo Arévalo   | Jean-Julien Rojer      | 28    | 7   |
| Fabrice Martin    | Andreas Mies           | 39    | 8   |
| Nikola Mektić     | Mate Pavić             | 44    | 9   |
| Kevin Krawietz    | Tim Pütz               | 46    | 10  |
| Lloyd Glasspool   | Nicolas Mahut          | 49    | 11  |
| Sander Gillé      | Joran Vliegen          | 49    | 12  |
| Jamie Murray      | Michael Venus          | 51    | 13  |
| Máximo González   | Andrés Molteni         | 53    | 14  |
| Marcel Granollers | Horacio Zeballos       | 56    | 15  |
| Marcelo Melo      | John Peers             | 63    | 16  |

- 1 Ranking al 26 giugno 2023.

### Doppio femminile
| Coppia                   | Coppia              | Rank1 | Tds |
| ------------------------ | ------------------- | ----- | --- |
| Barbora Krejčíková       | Kateřina Siniaková  | 3     | 1   |
| Coco Gauff               | Jessica Pegula      | 7     | 2   |
| Storm Hunter             | Elise Mertens       | 13    | 3   |
| Nicole Melichar-Martinez | Ellen Perez         | 17    | 4   |
| Desirae Krawczyk         | Demi Schuurs        | 24    | 5   |
| Leylah Fernandez         | Taylor Townsend     | 26    | 6   |
| Ljudmyla Kičenok         | Jeļena Ostapenko    | 34    | 7   |
| Shūko Aoyama             | Ena Shibahara       | 37    | 8   |
| Veronika Kudermetova     | Ljudmila Samsonova  | 50    | 9   |
| Asia Muhammad            | Giuliana Olmos      | 51    | 10  |
| Anna Danilina            | Xu Yifan            | 51    | 11  |
| Chan Hao-ching           | Latisha Chan        | 56    | 12  |
| Miyu Katō                | Aldila Sutjiadi     | 63    | 13  |
| Viktoryja Azaranka       | Beatriz Haddad Maia | 65    | 14  |
| Marta Kostjuk            | Elena-Gabriela Ruse | 66    | 15  |
| Caroline Dolehide        | Zhang Shuai         | 77    | 16  |

- 1 Ranking al 26 giugno 2023.

## Wildcard
Ai seguenti giocatori è stata assegnata una wildcard per accedere al tabellone principale.

### Singolare maschile
- Liam Broady
- Jan Choinski
- Arthur Fery
- Arthur Fils
- David Goffin
- George Loffhagen
- Sebastian Ofner
- Ryan Peniston

### Singolare femminile
- Katie Boulter
- Jodie Burrage
- Harriet Dart
- Sonay Kartal
- Elina Svitolina
- Katie Swan
- Venus Williams

### Doppio maschile
- Liam Broady /  Jonny O'Mara
- Julian Cash /  Luke Johnson
- Jacob Fearnley /  Johannus Monday
- John Isner /  Jack Sock
- Toby Samuel /  Connor Thomson

### Doppio femminile
- Emily Appleton /  Jodie Burrage
- Naiktha Bains /  Maia Lumsden
- Freya Christie /  Ali Collins
- Harriet Dart /  Heather Watson

## Ranking protetto
I seguenti giocatori sono entrati in tabellone con il ranking protetto:

### Singolare maschile
- Milos Raonic
- Gaël Monfils
- Lloyd Harris
- Hugo Dellien
- Guido Pella
- Jérémy Chardy
- Jiří Veselý

### Singolare femminile
- Barbora Strýcová
- Daria Saville
- Jaqueline Cristian
- Sara Sorribes Tormo
- Margarita Betova

### Doppio maschile
- Sebastián Báez /  Guido Pella
- Jérémy Chardy /  Ugo Humbert
- Hugo Dellien /  Juan Pablo Varillas
- Robert Galloway /  Lloyd Harris
- Pierre-Hugues Herbert /  Arthur Rinderknech

### Doppio femminile
- Kateryna Baindl /  Daria Saville
- Ana Bogdan /  Jaqueline Cristian
- Lauren Davis /  Rosalie van der Hoek
- Hsieh Su-wei /  Barbora Strýcová

## Ritiri
I seguenti giocatori sono stati ammessi di diritto nel tabellone principale, ma si sono ritirati a causa di infortuni o altri motivi.
Prima del torneo
Singolare maschile
- Rafael Nadal → sostituito da  Roman Safiullin
- Jack Draper → sostituito da  Alexandre Müller
- Marin Čilić → sostituito da  Dominik Koepfer
- Pablo Carreño Busta → sostituito da  Borna Gojo
- Karen Chačanov → sostituito da  Juan Manuel Cerúndolo
- Jan-Lennard Struff → sostituito da  Tarō Daniel
- Gaël Monfils → sostituito da  Yosuke Watanuki
- Filip Krajinović → sostituito da  Michael Mmoh
- Nick Kyrgios → sostituito da  Fábián Marozsán

Singolare femminile
- Simona Halep  → sostituita da  Margarita Betova
- Amanda Anisimova  → sostituita da  Nadia Podoroska
- Alison Van Uytvanck → sostituita da  Lucia Bronzetti
- Ajla Tomljanović → sostituita da  Anna Bondár
- Anna Kalinskaja → sostituita da  Tamara Korpatsch
- Danka Kovinić → sostituita da  Nao Hibino

Doppio maschile
- Hendrik Jebens /  Jan-Lennard Struff → sostituiti da  Aleksandr Bublik /  Luke Saville
- Thanasi Kokkinakis /  Nick Kyrgios → sostituiti da  Tallon Griekspoor /  Bart Stevens

Doppio femminile
- Anna Kalinskaja /  Caty McNally → sostituite da  Ashlyn Krueger /  Caty McNally

## Qualificazioni

### Singolare maschile
1. Matteo Arnaldi
2. Oscar Otte
3. Maximilian Marterer
4. Kimmer Coppejans
5. Radu Albot
6. Tomáš Macháč
7. Harold Mayot
8. Dennis Novak
9. Marcelo Tomás Barrios Vera
10. Dominic Stricker
11. Gijs Brouwer
12. Sho Shimabukuro
13. Laurent Lokoli
14. Enzo Couacaud
15. Hamad Međedović
16. Shintaro Mochizuki

#### Lucky loser
- Tarō Daniel
- Fábián Marozsán
- Michael Mmoh
- Yosuke Watanuki

### Singolare femminile
1. Storm Hunter
2. Carol Zhao
3. Viktória Hrunčáková
4. Natalija Stevanović
5. Bai Zhuoxuan
6. Yanina Wickmayer
7. Mirra Andreeva
8. Jéssica Bouzas Maneiro
9. Sofia Kenin
10. Viktorija Golubic
11. Yuan Yue
12. Kaja Juvan
13. Greet Minnen
14. Simona Waltert
15. Céline Naef
16. Lucrezia Stefanini

#### Lucky loser
- Tamara Korpatsch
- Nao Hibino

## Tennisti partecipanti ai singolari
- Singolare maschile

| Campione                | Campione                       | Finalista                    | Finalista                        |
| ----------------------- | ------------------------------ | ---------------------------- | -------------------------------- |
| Carlos Alcaraz (1)      | Carlos Alcaraz (1)             | Novak Đoković (2)            | Novak Đoković (2)                |
| Semifinalisti           |                                |                              |                                  |
| Daniil Medvedev (3)     | Daniil Medvedev (3)            | Jannik Sinner (8)            | Jannik Sinner (8)                |
| Eliminati ai quarti     |                                |                              |                                  |
| Holger Rune (6)         | Christopher Eubanks            | Roman Safiullin              | Andrej Rublëv (7)                |
| Eliminati al 4º turno   |                                |                              |                                  |
| Matteo Berrettini       | Grigor Dimitrov (21)           | Jiří Lehečka                 | Stefanos Tsitsipas (5)           |
| Daniel Elahi Galán      | Denis Shapovalov (26)          | Aleksandr Bublik (23)        | Hubert Hurkacz (17)              |
| Eliminati al 3º turno   |                                |                              |                                  |
| Nicolás Jarry (25)      | Alexander Zverev (19)          | Frances Tiafoe (10)          | Alejandro Davidovich Fokina (31) |
| Márton Fucsovics        | Tommy Paul (16)                | Christopher O'Connell        | Laslo Đere                       |
| Quentin Halys           | Mikael Ymer                    | Guido Pella (PR)             | Liam Broady (WC)                 |
| David Goffin (WC)       | Maximilian Marterer (Q)        | Lorenzo Musetti (14)         | Stan Wawrinka                    |
| Eliminati al 2º turno   |                                |                              |                                  |
| Alexandre Müller        | Jason Kubler                   | Yosuke Watanuki (LL)         | Alex de Minaur (15)              |
| Dominic Stricker (Q)    | Il'ja Ivaška                   | Botic van de Zandschulp      | Roberto Carballés Baena          |
| Adrian Mannarino        | Marcos Giron                   | Francisco Cerúndolo (18)     | Milos Raonic (PR)                |
| Cameron Norrie (12)     | Jiří Veselý (PR)               | Ben Shelton (32)             | Andy Murray                      |
| Diego Schwartzman       | Aleksandar Vukic               | Oscar Otte (Q)               | Taylor Fritz (9)                 |
| Harold Mayot (Q)        | Corentin Moutet                | Grégoire Barrère             | Casper Ruud (4)                  |
| Aslan Karacev           | Marcelo Tomás Barrios Vera (Q) | Jeffrey John Wolf            | Michael Mmoh (LL)                |
| Jaume Munar             | Jan Choinski (WC)              | Tomás Martín Etcheverry (29) | Jordan Thompson                  |
| Eliminati al 1º turno   |                                |                              |                                  |
| Jérémy Chardy (PR)      | Arthur Rinderknech             | Ugo Humbert                  | Marco Cecchinato                 |
| Gijs Brouwer (Q)        | Marc-Andrea Hüsler             | Lorenzo Sonego               | Kimmer Coppejans (Q)             |
| Wu Yibing               | Alexei Popyrin                 | Federico Coria               | Sho Shimabukuro (Q)              |
| Arthur Fils (WC)        | Zhang Zhizhen                  | Matteo Arnaldi (Q)           | George Loffhagen (WC)            |
| Arthur Fery (WC)        | Aleksandr Ševčenko             | Hugo Dellien (PR)            | Tallon Griekspoor (28)           |
| Nuno Borges             | Sebastian Ofner (WC)           | Dennis Novak (Q)             | Shintaro Mochizuki (Q)           |
| Tomáš Macháč (Q)        | Thiago Monteiro                | Hamad Međedović (Q)          | Sebastian Korda (22)             |
| Tarō Daniel (LL)        | Maxime Cressy                  | Ryan Peniston (WC)           | Dominic Thiem                    |
| Juan Manuel Cerúndolo   | Miomir Kecmanović              | Daniel Altmaier              | Daniel Evans (27)                |
| Yoshihito Nishioka (24) | Dominik Koepfer                | Alex Molčan                  | Yannick Hanfmann                 |
| Borna Ćorić (13)        | Benjamin Bonzi                 | Richard Gasquet              | Roberto Bautista Agut (20)       |
| Radu Albot (Q)          | Lloyd Harris (PR)              | Constant Lestienne           | Laurent Lokoli (Q)               |
| Max Purcell             | Luca Van Assche                | Sebastián Báez               | Fábián Marozsán (LL)             |
| Mackenzie McDonald      | Enzo Couacaud (Q)              | Borna Gojo                   | Félix Auger-Aliassime (11)       |
| Juan Pablo Varillas     | John Isner                     | Dušan Lajović                | Albert Ramos Viñolas             |
| Bernabé Zapata Miralles | Emil Ruusuvuori                | Brandon Nakashima            | Pedro Cachín                     |

- Singolare femminile

| Campionessa               | Campionessa              | Finalista                 | Finalista                   |
| ------------------------- | ------------------------ | ------------------------- | --------------------------- |
| Markéta Vondroušová       | Markéta Vondroušová      | Ons Jabeur (6)            | Ons Jabeur (6)              |
| Semifinaliste             |                          |                           |                             |
| Elina Svitolina (WC)      | Elina Svitolina (WC)     | Aryna Sabalenka (2)       | Aryna Sabalenka (2)         |
| Eliminate ai quarti       |                          |                           |                             |
| Iga Świątek (1)           | Jessica Pegula (4)       | Elena Rybakina (3)        | Madison Keys (25)           |
| Eliminate al 4º turno     |                          |                           |                             |
| Belinda Bencic (14)       | Viktoryja Azaranka (19)  | Lesja Curenko             | Marie Bouzková (32)         |
| Petra Kvitová (9)         | Beatriz Haddad Maia (13) | Mirra Andreeva (Q)        | Ekaterina Aleksandrova (21) |
| Eliminate al 3º turno     |                          |                           |                             |
| Petra Martić (PR)         | Magda Linette (23)       | Dar'ja Kasatkina (11)     | Sofia Kenin (Q)             |
| Elisabetta Cocciaretto    | Ana Bogdan               | Donna Vekić (20)          | Caroline Garcia (5)         |
| Bianca Andreescu          | Natalija Stevanović (Q)  | Sorana Cîrstea            | Katie Boulter (WC)          |
| Marta Kostjuk             | Anastasija Potapova (22) | Dalma Gálfi               | Anna Blinkova               |
| Eliminate al 2º turno     |                          |                           |                             |
| Sara Sorribes Tormo (PR)  | Diane Parry              | Barbora Strýcová (PR)     | Danielle Collins            |
| Jodie Burrage (WC)        | Nadia Podoroska          | Elise Mertens (28)        | Wang Xinyu                  |
| Cristina Bucșa            | Rebeka Masarova          | Kateřina Siniaková        | Alycia Parks                |
| Veronika Kudermetova (12) | Sloane Stephens          | Anett Kontaveit           | Leylah Annie Fernandez      |
| Bai Zhuoxuan (Q)          | Anhelina Kalinina (26)   | Tamara Korpatsch (LL)     | Aljaksandra Sasnovič        |
| Jaqueline Cristian (PR)   | Jeļena Ostapenko (17)    | Viktorija Tomova          | Alizé Cornet                |
| Paula Badosa              | Viktorija Golubic (Q)    | Kaja Juvan (Q)            | Barbora Krejčíková (10)     |
| Jule Niemeier             | Madison Brengle          | Irina Begu (29)           | Varvara Gračëva             |
| Eliminate al 1º turno     |                          |                           |                             |
| Zhu Lin                   | Martina Trevisan         | Harriet Dart (WC)         | Linda Fruhvirtová           |
| Jil Teichmann             | Maryna Zanevs'ka         | Julia Grabher             | Katie Swan (WC)             |
| Caroline Dolehide         | Caty McNally             | Tereza Martincová         | Yuan Yue (Q)                |
| Viktória Hrunčáková (Q)   | Venus Williams (WC)      | Storm Hunter (Q)          | Coco Gauff (7)              |
| Lauren Davis              | Kamilla Rachimova        | Camila Osorio             | Mayar Sherif (31)           |
| Zheng Qinwen (24)         | Claire Liu               | Anna-Lena Friedsam        | Ljudmila Samsonova (15)     |
| Kaia Kanepi               | Peyton Stearns           | Rebecca Peterson          | Zhang Shuai                 |
| Simona Waltert (Q)        | Lucrezia Stefanini (Q)   | Kateryna Baindl           | Katie Volynets              |
| Magdalena Fręch           | Ysaline Bonaventure      | Anna Bondár               | Jéssica Bouzas Maneiro (Q)  |
| Karolína Plíšková (18)    | Carol Zhao (Q)           | Nuria Párrizas Díaz       | Jasmine Paolini             |
| Julija Putinceva          | Lucia Bronzetti          | Tatjana Maria             | Greet Minnen (Q)            |
| Bernarda Pera (27)        | Daria Saville (PR)       | Nao Hibino (LL)           | Shelby Rogers               |
| Maria Sakkarī (8)         | Alison Riske-Amritraj    | Anna Karolína Schmiedlová | Sonay Kartal (WC)           |
| Céline Naef (Q)           | Margarita Betova (PR)    | Wang Xiyu                 | Heather Watson (WC)         |
| Karolína Muchová (16)     | Linda Nosková            | Sara Errani               | Emma Navarro                |
| Rebecca Marino            | Yanina Wickmayer (Q)     | Camila Giorgi             | Panna Udvardy               |

## Campioni

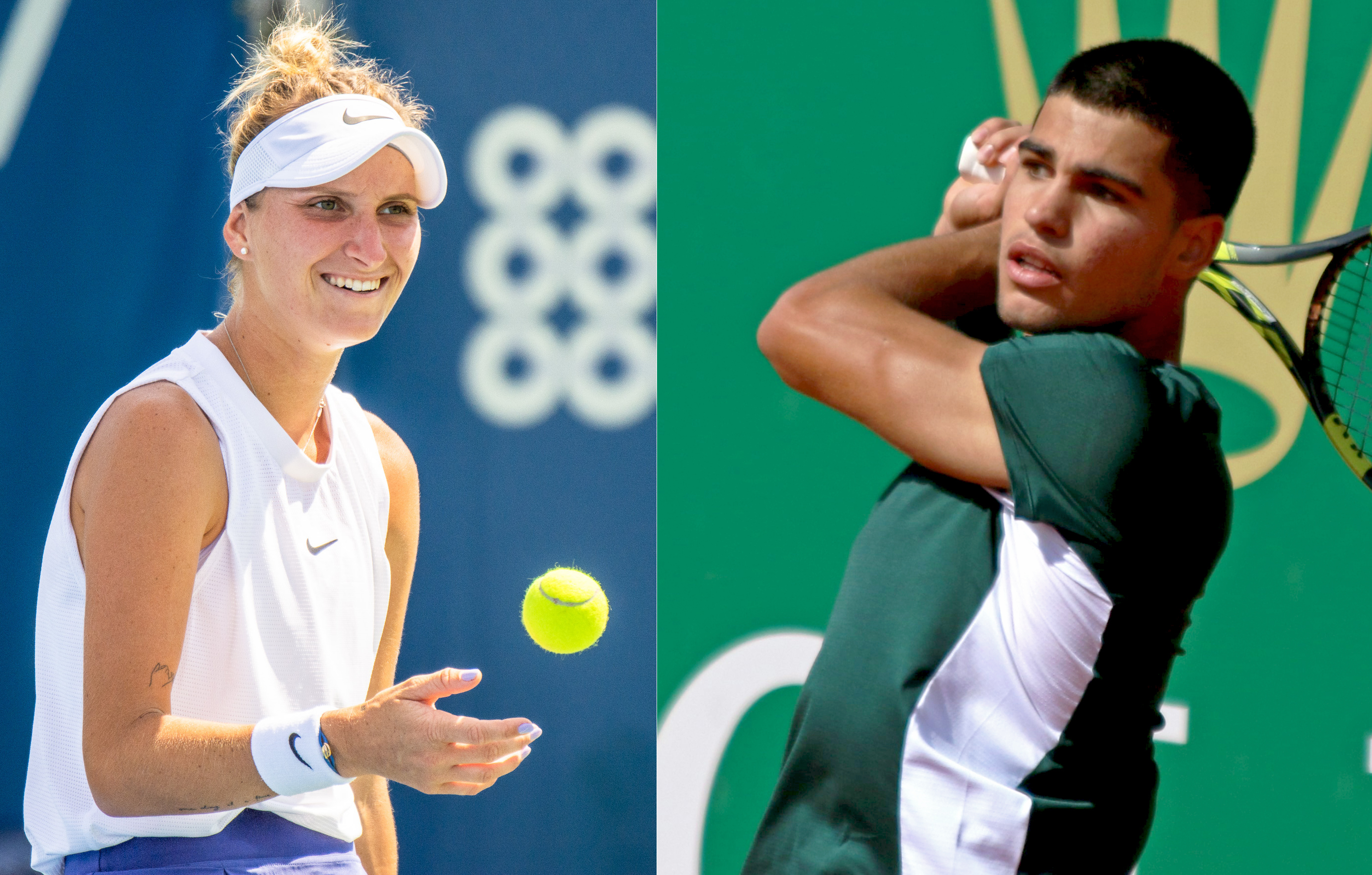
I vincitori delle edizioni di singolare femminile e maschile

### Seniors

#### Singolare maschile
Carlos Alcaraz ha battuto in finale  Novak Đoković con il punteggio di 1-6, 7-6(6), 6-1, 3-6, 6-4.

#### Singolare femminile
Markéta Vondroušová ha battuto in finale  Ons Jabeur con il punteggio di 6-4, 6-4.

#### Doppio maschile
Wesley Koolhof /  Neal Skupski hanno battuto in finale  Marcel Granollers /  Horacio Zeballos con il punteggio di 6-4, 6-4.

#### Doppio femminile
Hsieh Su-wei /  Barbora Strýcová hanno battuto in finale  Storm Hunter /  Elise Mertens con il punteggio di 7-5, 6-4.

#### Doppio misto
Mate Pavić /  Ljudmyla Kičenok hanno battuto in finale  Joran Vliegen /  Xu Yifan con il punteggio di 6-4, 6(9)-7, 6-3.

### Junior

#### Singolare ragazzi
Henry Searle ha battuto in finale  Yaroslav Demin con il punteggio di 6-4, 6-4.

#### Singolare ragazze
Clervie Ngounoue ha battuto in finale  Nikola Bartůňková con il punteggio di 6-2, 6-2.

#### Doppio ragazzi
Jakub Filip e  Gabriele Vulpitta hanno battuto in finale  Branko Djurić /  Arthur Gea col punteggio di 6-3, 6-3.

#### Doppio ragazze
Alena Kovacková e  Laura Samsonová hanno battuto  Hannah Klugman e  Isabelle Lacy in finale con il punteggio di 6-4, 7-5.

### Tennisti in carrozzina

#### Singolare maschile carrozzina
Tokito Oda ha battuto  Alfie Hewett in finale con il punteggio di 6-4, 6-2.

#### Singolare femminile carrozzina
Diede de Groot ha battuto in finale  Jiske Griffioen con il punteggio di 6-2, 6-1.

#### Quad singolare
Niels Vink ha battuto  Heath Davidson in finale con il punteggio di 6-1, 6-2.

#### Doppio maschile carrozzina
Alfie Hewett e  Gordon Reid hanno battuto  Takuya Miki e  Tokito Oda in finale con il punteggio di 3-6, 6-0, 6-3.

#### Doppio femminile carrozzina
Diede de Groot e  Jiske Griffioen hanno battuto in finale  Yui Kamiji e  Kgothatso Montjane con il punteggio di 6-1, 6-4.

#### Quad doppio
Sam Schröder e  Niels Vink hanno battuto  Heath Davidson e  Robert Shaw con il punteggio di 7-6(5), 6-0.

## Punti

### Distribuzione dei punti
Di seguito le tabelle per ciascuna competizione, che mostrano i punti validi per il ranking per ogni evento.

#### Tornei uomini e donne
| Evento              | V    | F    | SF  | QF  | 4T  | 3T  | 2T | 1T   | Q    | Q3   | Q2   | Q1   |
| Singolare maschile  | 2000 | 1200 | 720 | 360 | 180 | 90  | 45 | 10   | 25   | 16   | 8    | 0    |
| Doppio maschile     | 2000 | 1200 | 720 | 360 | 180 | 90  | 0  | N.D. | N.D. | N.D. | N.D. | N.D. |
| Singolare femminile | 2000 | 1300 | 780 | 430 | 240 | 130 | 70 | 10   | 40   | 30   | 20   | 2    |
| Doppio femminile    | 2000 | 1300 | 780 | 430 | 240 | 130 | 10 | N.D. | N.D. | N.D. | N.D. | N.D. |

#### Carrozzina
| Evento         | V   | F   | SF   | QF   |
| Singolare      | 800 | 500 | 375  | 100  |
| Doppio         | 800 | 500 | 100  | N.D. |
| Quad Singolare | 800 | 500 | 100  | N.D. |
| Quad Doppio    | 800 | 100 | N.D. | N.D. |

#### Junior
| Evento            | V    | F   | SF  | QF  | 2T  | 1T   | Q    | Q3   |
| Singolare ragazzi | 1000 | 600 | 370 | 200 | 100 | 45   | 30   | 20   |
| Singolare ragazze | 1000 | 600 | 370 | 200 | 100 | 45   | 30   | 20   |
| Doppio ragazzi    | 750  | 450 | 275 | 150 | 75  | N.D. | N.D. | N.D. |
| Doppio ragazze    | 750  | 450 | 275 | 150 | 75  | N.D. | N.D. | N.D. |

## Montepremi
| Evento               | V          | F          | SF       | QF       | 4T       | 3T       | 2T      | 1T      | Q3      | Q2      | Q1      |
| Singolare            | £2,350,000 | £1,175,000 | £600,000 | £340,000 | £207,000 | £131,000 | £85,000 | £55,000 | £36,000 | £21,750 | £12,750 |
| Doppio *             | £600,000   | £300,000   | £150,000 | £75,000  | £36,250  | £22,000  | £13,750 | N.D.    | N.D.    | N.D.    | N.D.    |
| Doppio misto *       | £128,000   | £64,000    | £32,000  | £16,500  | £7,750   | £4,000   | N.D.    | N.D.    | N.D.    | N.D.    | N.D.    |
| Carrozzina Singolare | £60,000    | £31,000    | £21,000  | £14,500  | N.D.     | N.D.     | N.D.    | N.D.    | N.D.    | N.D.    | N.D.    |
| Carrozzina Doppio *  | £26,000    | £13,000    | £8,000   | N.D.     | N.D.     | N.D.     | N.D.    | N.D.    | N.D.    | N.D.    | N.D.    |
| Quad Singolare       | £60,000    | £31,000    | £21,000  | £14,500  | N.D.     | N.D.     | N.D.    | N.D.    | N.D.    | N.D.    | N.D.    |
| Quad Doppio *        | £26,000    | £13,000    | £8,000   | N.D.     | N.D.     | N.D.     | N.D.    | N.D.    | N.D.    | N.D.    | N.D.    |

*per team